# Al centro dell'uragano (film 1956)
Al centro dell'uragano (Storm Center) è un film del 1956 diretto da Daniel Taradash.
La pellicola rappresenta la prima opera anti-maccartista prodotta a Hollywood.

## Trama
A Kenport, una città di provincia degli Stati Uniti, la biblioteca pubblica è diretta dalla vedova Alicia Hull che ama dedicare il suo tempo a introdurre i bambini alla lettura. In cambio della sua richiesta di fondare una nuova sala per bambini, il consiglio comunale le chiede di ritirare il libro Il sogno comunista dalla collezione della biblioteca. Quando la donna si rifiuta di soddisfare questa richiesta, viene licenziata dal consiglio comunale e marchiata come sovversiva. Particolarmente sconvolto da questo è Freddie Slater, un ragazzino che Alicia ha seguito da vicino, dotato di un profondo amore per i libri.
Il giudice Robert Ellerbe ritiene che Alicia sia stata trattata ingiustamente e convoca un'assemblea cittadina sperando di ottenere sostegno per lei. Tuttavia l'ambizioso avvocato e aspirante politico Paul Duncan, fidanzato con un'impiegata della biblioteca, Martha Lockeridge, coglie l'occasione per costruirsi una reputazione denunciando Alicia come comunista e riuscendo a rivolgerle contro la comunità.
Freddie, convinto dalle opinioni degli altri (in particolare quelle di suo padre, un uomo dalla mentalità ristretta), che Alicia è una persona cattiva, inizia a manifestare disturbi psichici. Impaurito dagli stessi libri e da tutto ciò che sente dire in giro sulle presunte attività segrete dei filocomunisti, arriverà a incendiare la biblioteca, rischiando di morire tra le fiamme. Quest'azione scuote emotivamente i cittadini, e i membri del consiglio comunale chiedono ad Alicia di non lasciare la città e di occuparsi della ricostruzione di una nuova biblioteca. Alicia accetta, lamentandosi della sua precedente decisione di non combattere e giurando di non consentire mai più alla rimozione di un libro dalla biblioteca.

## Produzione
Nel 1951 venne annunciato che Mary Pickford sarebbe tornata sullo schermo dopo un'assenza di 18 anni in The Library, film prodotto da Stanley Kramer e diretto da Irving Reis. L'anno seguente, l'attrice abbandonò il progetto un mese prima dell'inizio previsto delle riprese apparentemente a causa del fatto che non era una produzione Technicolor. Nel giro di pochi giorni, Kramer scritturò Barbara Stanwyck per sostituirla, ma i conflitti di programmazione con la sua nuova stella hanno ritardato ripetutamente l'inizio delle riprese. Kramer alla fine abbandonò il progetto che rimase nel limbo fino a quando Taradash decise di dirigerlo da solo con il nuovo titolo.
Il film è anche famoso per la presentazione di un primo poster e sequenza di titoli creati dal noto grafico Saul Bass. La sequenza dei titoli di testa presenta delle fiamme che divorano sia la faccia di un ragazzo che le pagine di un libro. Le pagine sono tratte da "On Liberty" di John Stuart Mill. 
Mentre gli eventi nel film erano in gran parte immaginari, il personaggio interpretato da Bette Davis era basato su Ruth W. Brown, bibliotecaria di Bartlesville, Oklahoma, e sulla sua lotta con la commissione della contea sulla letteratura comunista.

### Riprese
Le riprese si svolsero presso la città di Santa Rosa, in California.

### Distribuzione
Negli Stati Uniti il film è stato distribuito dalla Columbia Pictures a partire dal 31 luglio 1956.

## Critica
Nella sua recensione sul New York Times, Bosley Crowther ritenne che "lo scopo e il coraggio degli uomini che hanno realizzato questo film non solo devono essere encomiati, ma meritano anche ricompense concrete. Hanno aperto un argomento delicato e urgente nel contemporaneo la vita... [Hanno] messo un pensiero severo in questo film, che è che le paure e i sospetti della nostra epoca hanno maggiori probabilità di corrompere e cicatrizzare i giovani... Tuttavia, la tesi è molto meglio della sua presentazione La visualizzazione di questo dramma è goffa e brusca... Blaustein e Taradash hanno tentato nobilmente, ma non sono riusciti a sviluppare un film che susciti eccitazione drammatica o fiamme con passione a sostegno del suo tema." Di Bette Davis, ha detto, "[Dà] una prestazione impavida e energica nei panni della bibliotecaria vedova di mezza età che si attiene ai suoi principi. La signorina Davis rende la donna primordiale, ma robusta, umana e credibile."
Il Time disse che il film "rende la lettura un'abitudine quasi rischiosa come la droga... [È] lastricata e ripavolta con buone intenzioni; il suo cuore è insistentemente nel posto giusto; i suoi personaggi principali sono motivati dal più nobile dei sentimenti. Tutti che il regista-sceneggiatore Taradash ha dimenticato di fornire una storia credibile."
Su Saturday Review, Arthur Knight affermò che il film "affronta il suo problema centrale con una sincera onestà e integrità ... Può darsi che nel modellare la storia, gli autori abbiano reso il loro film un po 'troppo patetico, un po' troppo loquace, un po 'troppo facile nella sua articolazione dei vari punti di vista espressi. Il liberalismo illuminato di Bette Davis suona a volte pericolosamente compiaciuto e legittimo come i politicanti benestanti e gli anti-intellettuali che le si oppongono."
La National Legion of Decency dichiarò che "il film di propaganda offre una soluzione emotiva deformata e troppo semplificata ai complessi problemi delle libertà civili nella vita americana". Daily Variety ha risposto alla Legione suggerendo: "È quasi impossibile drammatizzare eccessivamente la libertà umana sia che si tratti di una rappresentazione di Patrick Henry ... o di un bibliotecario che sacrifica la sua reputazione piuttosto che i suoi principi democratici."
Time Out London definì il film un "pezzo didattico e laborioso".
TV Guide affermò: "Mentre il film era diretto nel suo tentativo di affrontare la censura, l'esecuzione era triste. 
Il cambiamento improvviso dell'opinione della cittadina è troppo assurdo per essere accettato. La Davis, tuttavia, è abbastanza convincente come bibliotecaria, ma non c'è abbastanza storia per completare la sua esibizione."
Di ciò, la stessa Davis disse: "Non ero felicissima del film finito... Avevo grandi speranze per questo. La mancanza di base era il cast del ragazzo. Non era un tipo caldo e amorevole di bambino... La sua relazione con la bibliotecaria era totalmente impassibile e, pertanto, rubò al film il suo fattore più importante, [poiché] la loro relazione... era il nucleo della sceneggiatura."

## Riconoscimenti
Nel 1957 il film ottenne il Prix de Chevalier da la Barre durante la 10ª edizione del Festival di Cannes, dove è stato definito il «film dell'anno che aiuta meglio la libertà di espressione e la tolleranza».